# Linosta
Linosta és un gènere de lepidòpters ditrisis de la família dels cràmbis (Crambidae) i únic gènere de la subfamília Linostinae.

## Taxonomia
- Linosta annulifera Munroe, 1959
- Linosta centralis Munroe, 1959
- Linosta integrilinea Munroe, 1962
- Linosta sinceralis Möschler, 1882